# Di Blasi
La Di Blasi è una casa costruttrice di ciclomotori, biciclette, tricicli e scooter pieghevoli, adatti ad essere trasportati su automobili, imbarcazioni e velivolo come veicoli ausiliari o destinati a persone con impedite o ridotte capacità motorie. La progettazione e la produzione dei veicoli, viene effettuata integralmente in Italia.

## Storia

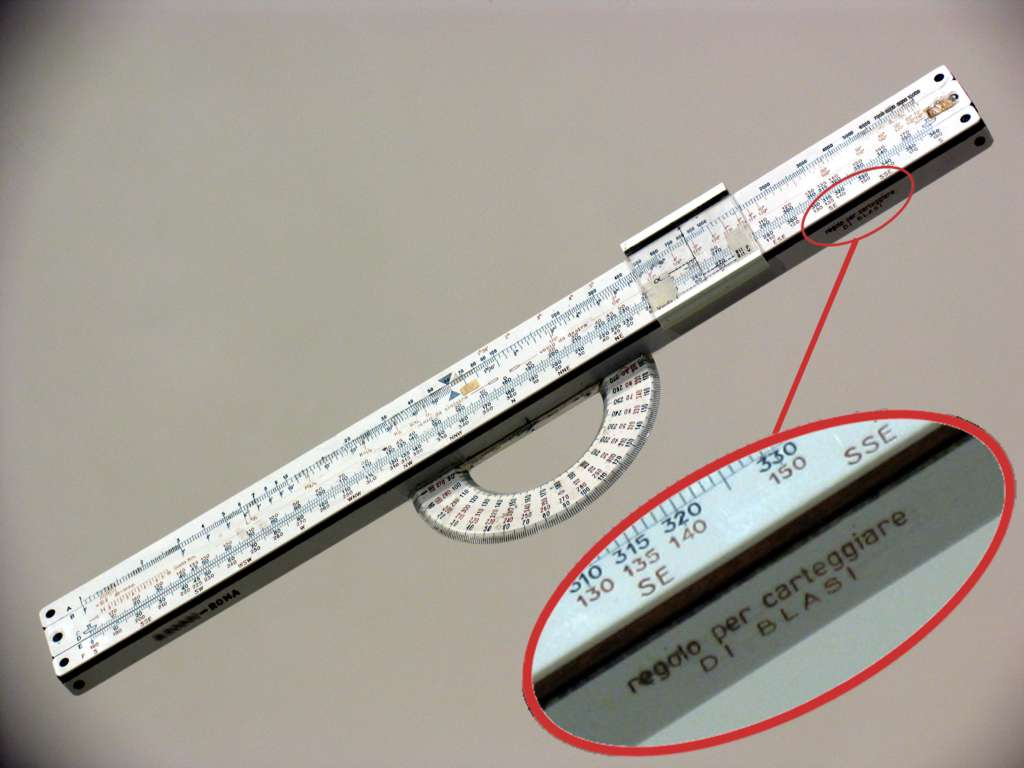
Regolo per carteggiare

L'azienda è stata fondata a Vizzini, nella seconda metà degli anni settanta da Rosario Di Blasi da Francofonte, ex pilota dell'Aeronautica Militare Italiana. Apprezzato esperto della tecnica di volo, è l'inventore del "Regolo per Carteggiare", uno strumento per effettuare i calcoli necessari alla navigazione aerea, da lui realizzato nel 1940.
Dopo il conflitto, Di Blasi torna nella sua terra natia per occuparsi dell'azienda agricola di famiglia, tuttavia continuando a coltivare la sua passione per la meccanica. Sono, infatti, degli anni cinquanta i primi prototipi di 
scooter pieghevole realizzati a scopo di studio e sperimentazione.

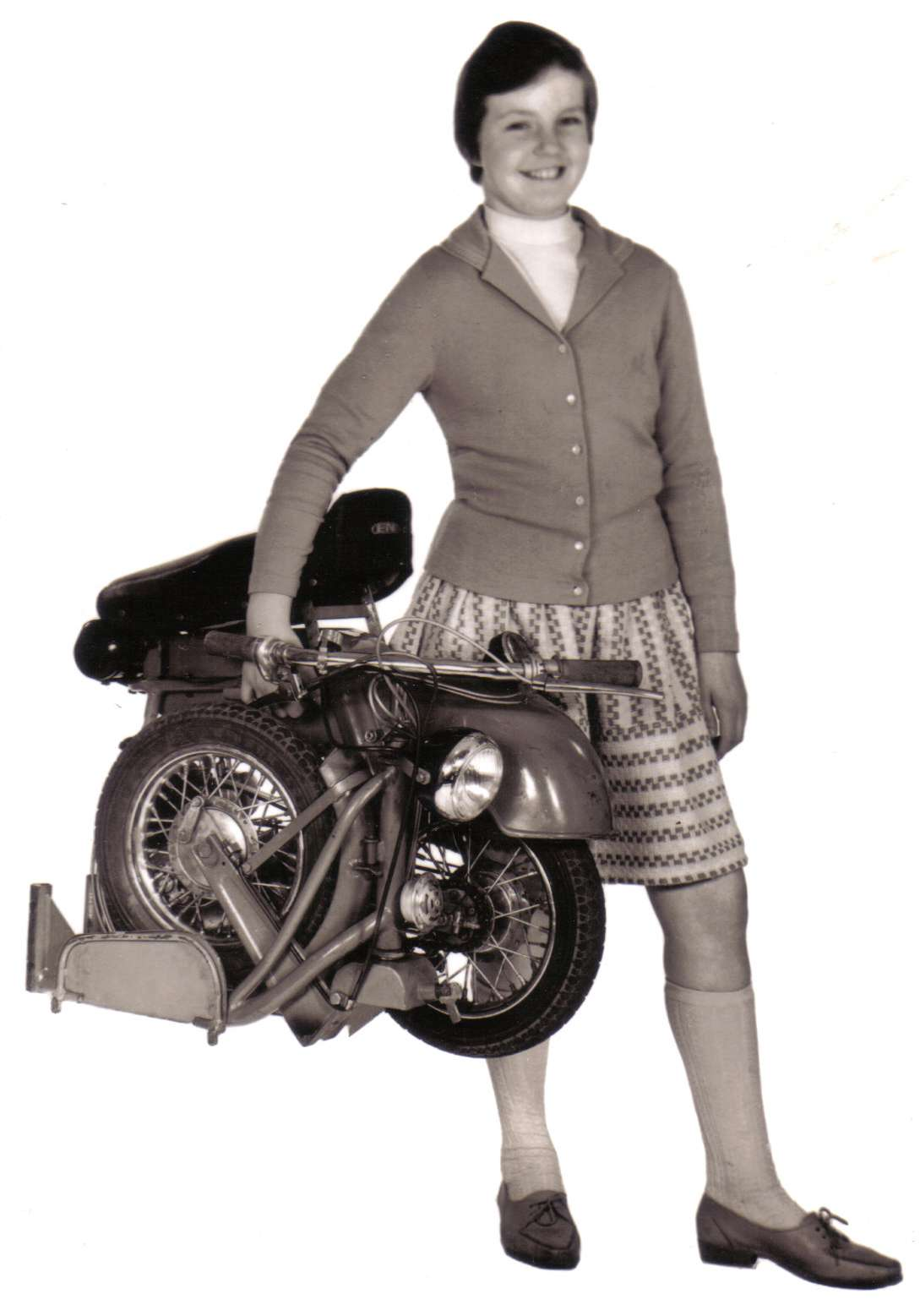
Prototipo scooter pieghevole Di Blasi

Un ulteriore passo verso la futura attività di costruttore viene compiuto presentando, al Salone dell'automobile di Torino del 1968, un triciclo pieghevole adatto alle esigenze di utenti disabili, denominato "DIBLA 7", facilmente trasportabile e dotato di propulsore 2T Zanetti.

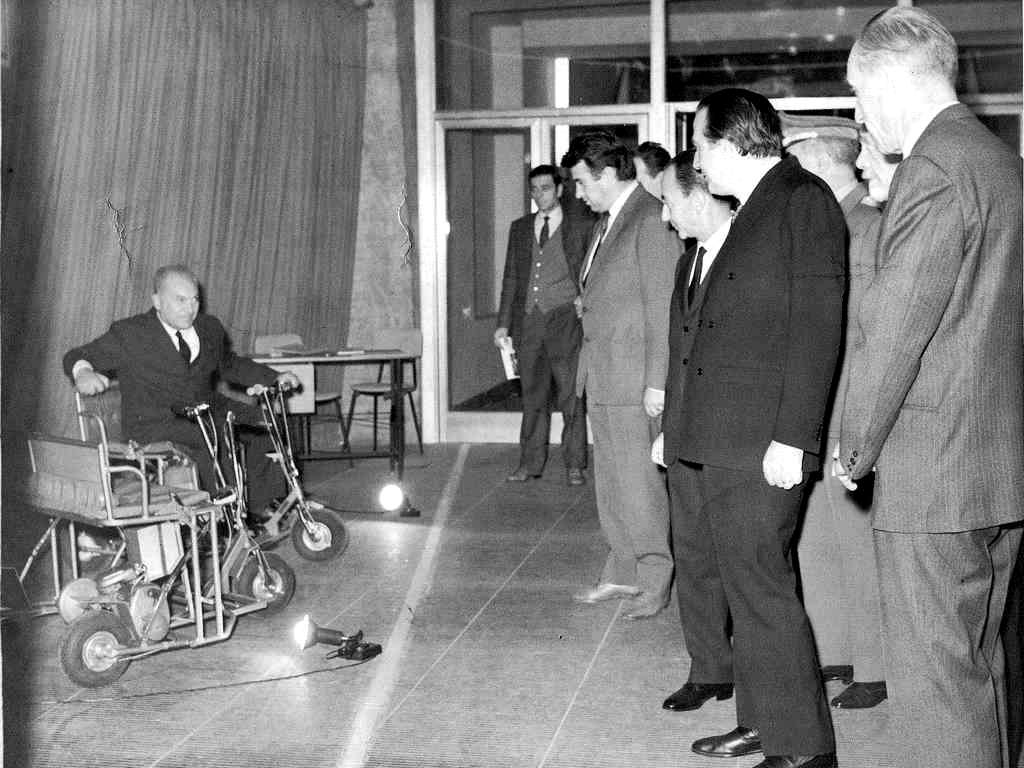
Dibla al Salone di Torino, visitato dal Ministro dell'Industria Giulio Andreotti

All'inizio degli anni settanta viene sperimentata l'innovazione del telaio conformato a quadrilatero articolato deformabile. Questa idea, protetta da brevetti internazionali, venne applicata ad una bicicletta pieghevole (modello Avia) e a un ciclomotore pieghevole modello R2: due veicoli caratterizzati da estrema semplicità di ripiegamento e da dettagli particolarmente originali, come i primi pedali pieghevoli mai prodotti.
Tali veicoli furono esposti per la prima volta alla Esposizione del Ciclo e Motociclo di Milano del 1973, ottenendo lusinghieri apprezzamenti della stampa specializzata, subito seguiti da un discreto successo commerciale che, oltre all'originalità dei prodotti, venne anche favorita dalla prima importante crisi petrolifera la cui conseguenza, in Italia, furono le famose "domeniche senza auto", più note come "austerity".
La prima serie del ciclomotore pieghevole "R2", dotato di motore Franco Morini monomarcia e noto in Germania col nome commerciale di Paperino, è oggi molto ricercato dagli appassionati di moto d'epoca.
Nel 1979 il modello "R2" fu sostituito dal modello "R7" su cui è montato un motore Di Blasi, con variatore automatico di velocità. Recentemente è stato affiancato da una versione elettrica, la "R70".

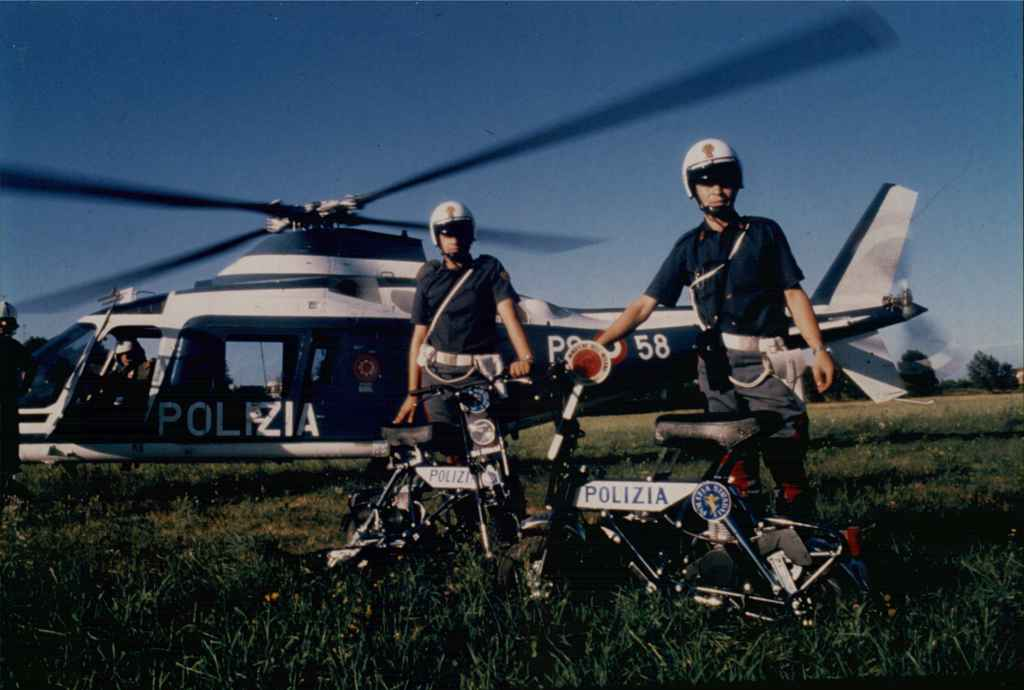
Ciclomotore pieghevole Di Blasi modello R7 in dotazione alla Polizia di Stato nel 1985

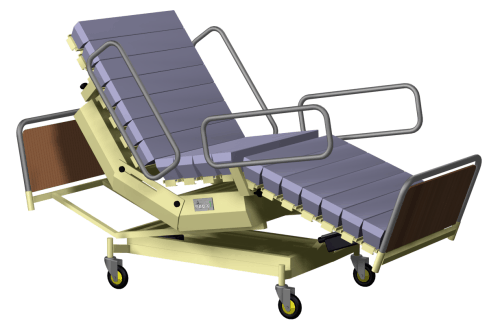
Letto antidecubito Di Blasi

Nel corso degli anni questo ciclomotore è stato poi oggetto di continui aggiornamenti. Le sue possibilità di impiego sono molteplici: come veicolo ausiliario nel camper, in barca o in auto.
È stato anche utilizzato come veicolo ausiliario imbarcato sugli elicotteri della Polizia di Stato.
Anche le biciclette sono state oggetto di continua evoluzione, migliorando le caratteristiche d'ingombro e di peso: dopo il modello "Avia" sono venuti i modelli "R20" nel 1980, "R50" nel 1984, "R6" nel 1991, "R4" nel 1995, fino all'attuale modello "R24".
Dal 2000 l'azienda produce tricicli pieghevoli per adulti, sia a pedali che elettrici, destinati a persone con piccoli problemi di mobilità. L'ultima creazione, a partire dal 2012, è uno scooter elettrico per disabili, il mod. R30, richiudibile automaticamente con un pulsante.

## La gamma attuale

### Scooter pieghevole
- R30 scooter mobilità

### Ciclomotori pieghevoli
- R70 con motore elettrico
- R7E con motore a due tempi

### Biciclette pieghevoli
- R22/R22S a pedali

### Tricicli pieghevoli
- R32 a pedali
- R34 con motore elettrico ausiliario